# Hannō
Hannō (飯能市 Hannō-shi?) es una ciudad que se encuentra en Saitama, Japón.
Según datos de 2018, la ciudad tiene una población estimada de 79,800 habitantes y una densidad de 592.87 personas por km². El área total es de 134,60 km².
La ciudad fue fundada el 1 de enero de 1954.

## Turismo
Fuera de Europa, el primer parque temático relacionado con Moomin, Parque valle da la Moomin, estará abierto el 16 de marzo de 2019.
Es también conocida por ser el lugar donde vivían las protagonistas del manga Yama no Susume y su animé homónimo creado por Shiro y 8-Bit Studios desde 2010, transmitido en Japón por 3 cadenas de televisión, Crunchyroll y en México por 2 cadenas de televisión: Canal 22 y XHCDM-TDT de 2016 a 2018.
En Hanno hay muchas atracciones dedicadas a la serie antes mencionada como el Times Mart Hannō Shop o el Komachi Park. 

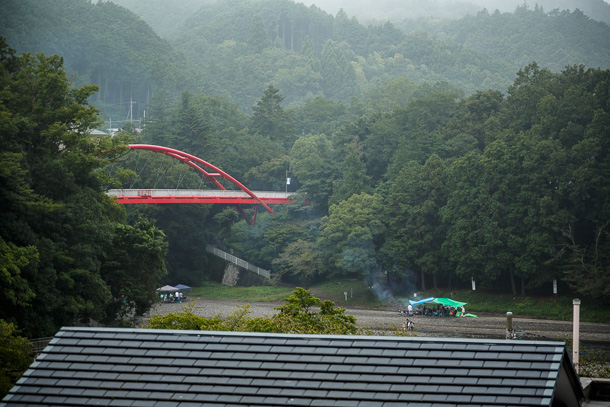
Puente Wareiwa-Bashi, ícono de la ciudad de Hanno